# Laze pri Domžalah
Laze pri Domžalah – wieś w Słowenii, w gminie Domžale. W 2018 roku liczyła 22 mieszkańców.